# مقاطعة هينديرسون (تكساس)
مقاطعة هينديرسون (بالإنجليزية: Henderson  County)‏ هي إحدى المقاطعات في ولاية تكساس، الولايات المتحدة الأمريكية.

## أعلام
- سوني فيشر